# جيم رايت (لاعب كرة قاعدة أمريكي)
جيم رايت (بالإنجليزية: Jim Wright)‏ هو لاعب كرة قاعدة أمريكي، ولد في 3 مارس 1955 في سانت جوزيف في الولايات المتحدة.

## وصلات خارجية
- جيم رايت (لاعب كرة قاعدة أمريكي) على موقع دوري كرة القاعدة الرئيسي (الإنجليزية)
- جيم رايت (لاعب كرة قاعدة أمريكي) على موقعبيزبول رفرنس.كوم (الدوري الرئيسي) (الإنجليزية)
- جيم رايت (لاعب كرة قاعدة أمريكي) على موقعبيزبول رفرنس.كوم (الدوري الثانوي) (الإنجليزية)
- جيم رايت (لاعب كرة قاعدة أمريكي) على موقع إي إس بي إن.كوم (أم.أل.بي) (الإنجليزية)
- جيم رايت (لاعب كرة قاعدة أمريكي) على موقع مشجعي الرسوم البيانية (الإنجليزية)